# 미스터리 신입생
《미스터리 신입생》은 2016년 1월 29일에 SBS에서 UHD로 제작되어 방영된 특집드라마이다.

## 줄거리
내가 아닌 다른 이름으로 대학에 들어간 가짜신입생에 관한 이야기를 그린 작품.
남의 역할을 대신 하면서, 점점 그 삶에 빠져들어 불우한 자신의 처지를 원망도 하지만
결국, 거짓을 털어버리게 되는 그 과정을 통해 가짜의 삶으로는 결코 행복을 얻을 수 없음을,
자신의 현재에서 희망과 행복을 추구해야 앞으로 나아갈 수 있음을 전하고 싶다.

## 등장 인물

### 주요 인물
- 남지현 : 오아영 역
- 연준석 : 이민성 / 정우현 역

### 그 외 인물
- 김희정 : 은숙 역 - 아영의 어머니
- 서현철 : 오인국 역 - 아영의 아버지
- 이진이 : 오정은 역 - 아영의 사촌동생
- 공명 : 이민성 역 - 우현의 친구
- 신재하 : 김도윤 역 - 법학과 학생
- 조윤서 : 혜정 역 - 아영의 중학교 동창
- 박소은 : 지연 역
- 소희정 : 민성의 어머니 역
- 정은우 : 아영의 재수 학원 동기 역
- 김혜윤 : 대학생 역

## 삽입곡
- 가을방학 - 〈사하〉
- 커피소년 - 〈화이팅 사랑도 삶도〉